# HMS Vanguard (1909)
HMS Vanguard là một thiết giáp hạm dreadnought thuộc lớp St Vincent của Hải quân Hoàng gia Anh Quốc. Là chiếc tàu chiến thứ tám của Hải quân Anh mang cái tên này, nó là một sự cải tiến dựa trên chiếc thiết giáp hạm mang tính cách mạng Dreadnought, và được chế tạo bởi hãng đóng tàu Vickers ở Barrow-in-Furness. Nó được thiết kế và chế tạo trong cao trào của cuộc chạy đua vũ trang Anh-Đức, và trải qua quãng đời hoạt động của nó cùng Hạm đội Nhà Anh Quốc. Khi Chiến tranh Thế giới thứ nhất nổ ra, Vanguard gia nhập Hải đội Chiến trận 1 tại Scapa Flow, và đã tham gia trận Jutland trong thành phần Hải đội Chiến trận 4. Nó tham gia tác chiến từ đầu đến cuối cuộc đụng độ hải quân lớn nhất chiến tranh này, nhưng không bị thiệt hại và tổn thất nhân mạng.
Ngay trước nữa đêm ngày 9 tháng 7 năm 1917 tại Scapa Flow, Vanguard chịu đựng một vụ nổ, có thể là do thuốc nổ cordite bị nóng lên trong khi lưu trữ cạnh vách ngăn liền kề một trong hai hầm đạn dành cho các tháp pháo giữa tàu "P" và "Q". Nó bị chìm gần như ngay lập tức, giết chết khoảng 804 người; chỉ có ba người sống sót. Trong số những người thiệt mạng có Đại tá Hải quân Kyōsuke Eto, một tùy viên quân sự của Hải quân Đế quốc Nhật Bản, vốn là đồng minh của Hải quân Hoàng gia trong giai đoạn Liên minh Anh-Nhật. Xét về mức độ tổn thất nhân mạng, việc phá hủy Vanguard là tai nạn nổ hầm đạn thảm khốc nhất trong lịch sử Anh Quốc, và là một trong những tổn thất nhân mạng tồi tệ nhất của Hải quân Hoàng gia. Địa điểm đắm tàu ngày nay được chỉ định là một địa điểm được bảo vệ theo Đạo luật Bảo vệ Di sản Hải quân.

## Lịch sử hoạt động

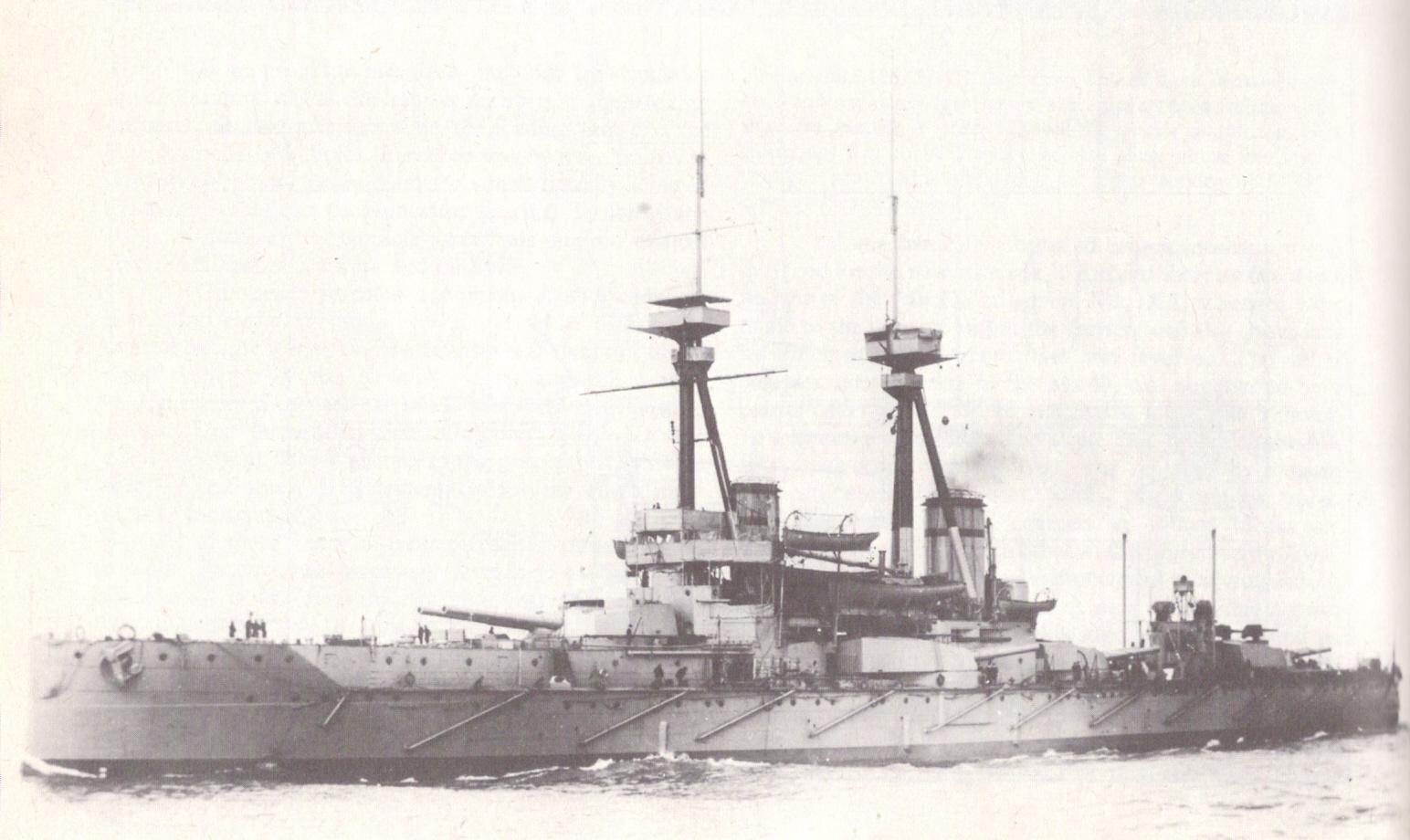
Thiết giáp hạm HMS Vanguard (1909)

## Thiết kế và chế tạo